# Сиверинівка
Сивери́нівка — село в Україні, у Зіньківській міській громаді Полтавського району Полтавської області. Населення становить 302 осіб. До 2019 орган місцевого самоврядування — Зіньківська міська рада.

## Географія
Село Сиверинівка розміщене на лівому березі річки Ташань, вище за течією на відстані 2 км розташоване село Пірки, нижче за течією на відстані 1,5 км розташоване місто Зіньків.

## Історія
1859 року у козацькому хуторі налічувалось 22 двори, мешкало 148 осіб (72 чоловічої статі та 76 — жіночої).
12 червня 2020 року, відповідно до розпорядження Кабінету Міністрів України № 721-р «Про визначення адміністративних центрів та затвердження територій територіальних громад Полтавської області», село увійшло до складу Зіньківської міської громади.
19 липня 2020 року, в результаті адміністративно - територіальної реформи та ліквідації Зіньківського району, село увійшло до складу новоутвореного Полтавського району Полтавської області.

## Населення

### Мова
Розподіл населення за рідною мовою за даними перепису 2001 року:
| Мова       | Кількість | Відсоток |
| ---------- | --------- | -------- |
| українська | 298       | 98.68%   |
| російська  | 3         | 0.99%    |
| румунська  | 1         | 0.33%    |
| Усього     | 302       | 100%     |

## Об'єкти соціальної сфери
- Фельдшерсько-акушерський пункт.